# 오누카역
오누카역(일본어: 小奴可駅)은 일본 히로시마현 쇼바라시에 위치한 서일본 여객철도 게이비 선의 철도역이다. 단선 승강장 1면 1선의 구조를 갖춘 지상역이다.

## 역 주변
- 국도 제314호선

## 역사
- 1935년 6월 15일 : 일본국유철도 산신 선이 도조역까지 연신해, 종착역으로서 개업.
- 1936년 10월 10일 : 산신 선이 이 역부터 빈고오치아이역까지 연신해, 빗추코지로 - 빈고토카이치 간은 전체 개통.
- 1937년 7월 1일 : 산신 선이 게이비 선의 일부가 되어, 이 역도 그 소속으로 한다.
- 1983년 10월 31일 : 무인화.
- 1987년 4월 1일 : 일본국유철도 분할 민영화에 의해, 서일본 여객철도가 승계.

## 인접 역
| 서일본 여객철도 게이비 선 | 서일본 여객철도 게이비 선 | 서일본 여객철도 게이비 선 |
| ------------------------- | ------------------------- | ------------------------- |
| 우치나 니미 방면          | □ 쾌속 · ■ 보통           | 도고야마 히로시마 방면    |